# NGC 4584
NGC 4584 is een balkspiraalstelsel in het sterrenbeeld Maagd. Het hemelobject werd op 21 april 1862 ontdekt door de Duitse astronoom Heinrich Louis d'Arrest.

## Synoniemen
- UGC 7803
- MCG 2-32-162
- ZWG 70.199
- VCC 1757
- NPM1G +13.0312
- PGC 42223